# 1748年哲學
1748年哲學事件  

## 著作
- 大卫·休谟 《人類理解研究（英语：An Enquiry Concerning Human Understanding）》
- 孟德斯鸠 《論法的精神》
- 朱利安·奥弗雷·拉·美特利《人是机器》

## 出生
- 2月6日 - 亞當·維索茲 ，死於1830年。
- 2月15日 - 杰里米·边沁 ，死於1832年。
- 4月3日 - 迪特里奇·泰德曼（英语：Dietrich Tiedemann） ，死於1803年。
- 4月27日 - 阿扎曼蒂奧斯·科萊斯 ，死於1833年。
- 5月7日 - 奥兰普·德古热 ，死於1793年。

## 死亡
- 9月21日 – 約翰·巴爾吉（英语：John Balguy）,英國哲學家，生於1686年。